# Sebastian Lang
Pour les articles homonymes, voir Lang.
Sebastian Lang, né le 15 septembre 1979 à Sonneberg, est un coureur cycliste allemand, professionnel de 2002 à 2011.

## Biographie
Troisième du championnat d'Allemagne du contre-la-montre en 2000, Sebastian Lang est vice-champion du monde du contre-la-montre des moins de 23 ans en 2001, derrière Danny Pate.
Il devient coureur professionnel en 2003 dans l'équipe Gerolsteiner. Il remporte le championnat d'Allemagne du contre-la-montre.
À la fin de la saison 2008, alors que l'équipe Gerolsteiner disparaît, Sebastian Lang s'engage pour deux ans avec la formation belge Silence-Lotto en compagnie de son coéquipier Bernhard Kohl.Il prend sa retraite à la fin de l'année 2011.

## Palmarès
- 1997
  - Vuelta al Besaya :
    - Classement général
    - 1re et 3ea (contre-la-montre) étapes

  - 5e du championnat du monde du contre-la-montre juniors
- 1999
  - 10e du championnat d'Europe du contre-la-montre espoirs
- 2000
  - 3e du championnat d'Allemagne du contre-la-montre
- 2001
  -  Médaillé d'argent du championnat du monde espoirs du contre-la-montre
  -  Médaillé de bronze du championnat d'Europe du contre-la-montre espoirs
- 2002
  - 1re et 4e étapes du Tour de Rhénanie-Palatinat
- 2003
  - Prologue du Tour de Rhodes
  - Classement final du Tour du Danemark
  - 2e du Tour de Rhodes
  - 3e du championnat d'Allemagne du contre-la-montre
- 2004
  - Tour de Hesse :
    - Classement général
    - 3e étape

  - 2e du championnat d'Allemagne du contre-la-montre
  - 3e du LuK Challenge (avec Markus Fothen)
  - 3e du Chrono des Herbiers
- 2005
  - Eindhoven Team Time Trial (contre-la-montre par équipes, avec Gerolsteiner)
  - 5e étape du Tour de Hesse (contre-la-montre)
  - 2e du championnat d'Allemagne du contre-la-montre
  - 2e du LuK Challenge (avec Markus Fothen)
  - 8e du championnat du monde du contre-la-montre
- 2006
  -  Champion d'Allemagne du contre-la-montre
  - Classement final du Drei-Länder-Tour :
    - Classement général
    - 3e étape (contre-la-montre)

  - LuK Challenge (avec Markus Fothen)
  - 5e du championnat du monde du contre-la-montre
- 2007
  - 5e du championnat du monde du contre-la-montre

## Résultats sur les grands tours

### Tour de France
7 participations
- 2004 : 78e
- 2005 : 65e
- 2006 : 66e
- 2008 : 75e
- 2009 : 76e
- 2010 : 80e
- 2011 : 113e

### Tour d'Italie
2 participations
- 2010 : 71e
- 2011 : 56e

### Tour d'Espagne
2 participations
- 2008 : 79e
- 2011 : 77e

## Classements mondiaux
| Année                  | 2006 | 2007 | 2008 | 2009 | 2010 |
| ---------------------- | ---- | ---- | ---- | ---- | ---- |
| Classement ProTour     | 159e |      | 152e |      |      |
| Calendrier mondial UCI |      |      |      |      | 265e |